# Psittacus
Psittacus is een geslacht van vogels uit de familie van de papegaaien van Afrika en de Nieuwe Wereld (Psittacidae). De wetenschappelijke naam van het geslacht werd in 1758 gepubliceerd door Carl Linnaeus.

## Soorten
De volgende soorten zijn bij het geslacht ingedeeld:
- Psittacus erithacus – Grijze roodstaartpapegaai
- Psittacus timneh – Timnehpapegaai